# Negresco****
Negresco****, auch geführt unter dem Titel Negresco**** – eine tödliche Affaire, ist ein deutscher Spielfilm aus dem Jahre 1967. Unter der Regie von Klaus Lemke spielen Ira von Fürstenberg, Gérard Blain und Paul Hubschmid die Hauptrollen.

## Handlung
Der Franzose Roger ist ein finanziell ständig klammer Modefotograf, dessen wichtigstes Lebensziel es ist, endlich in die Welt der Schönen und Reichen vorzustoßen und „dazuzugehören“. Der dubiose Todesfall eines Kollegen lässt Roger Nachforschungen auf eigene Faust betreiben. Dabei lernt er eines Tages im Fotoatelier die ebenso schöne wie geheimnisumwitterte Millionärsgattin Laura Parrish kennen, die ihn sehr fasziniert. Roger kann von Anfang an nicht von ihr lassen und beginnt mit der jungen Frau eine leidenschaftliche Affäre, die das Paar in das Engadin und nach Nizza an die Côte d’Azur, in das berühmte Hotel Negresco, führt.
Doch es ist nicht die „große Liebe“, die Roger antreibt; vielmehr erhofft er sich durch Sex und Leidenschaft mit Laura die lang ersehnte Eintrittskarte in die Glamour Society. Als es Roger mit seinen Nachforschungen im Vorleben seiner Geliebten zu weit treibt, bekommt er es mit Lauras aalglattem und schurkischen Ehemann zu tun. In dessen Villa stößt Roger auf brisante Dokumente, die belegen, dass der Millionär in ziemlich schmutzige Geschäfte verwickelt ist. Bald kommt Mr. Parrish hinter Rogers Schnüffeleien, was diesen und Laura in Lebensgefahr bringt. Parrish lässt die beiden fortan beobachten und plant schließlich, die untreue Gattin nebst ihrem Liebhaber zu beseitigen.
Roger versucht, als er hinter Parrishs krumme Geschäfte kommt, diesen um eine hohe Geldsumme zu erpressen. Roger besitzt nämlich Fotos über ein Panzergerät, das Parrish illegal vertreibt. Parrish gibt vor, die geforderte Summe Roger zu übergeben. Parrishs Ehefrau und Geliebte Rogers, Laura, soll auf einem Berggipfel des Muottas Muragl das Geld in Empfang nehmen und im Gegenzug dazu die von Roger heimlich geschossenen Fotos aushändigen. Auf dem Gipfel kommt es zum Showdown. Parrish kommt mit dem Hubschrauber eingeflogen und jagt seine Ehefrau zu Tode, während Roger von Parrishs Schergen im Hotel zusammengeschlagen wird, um ihm anschließend den Mord an Laura in die Schuhe zu schieben. Es klicken die Handschellen, und Roger wird von der Schweizer Polizei verhaftet.

## Produktionsnotizen
Negresco**** wurde 1967 u. a. in der Villa Kérylos in Beaulieu-sur-Mer gedreht, passierte am 9. Februar 1968 die FSK-Prüfung und lief am 22. August 1968 nach der Premiere im Hamburger Savoy Filmtheater in Deutschland an.
Der Vorspann ist in vier Sprachen (neben Deutsch auch Französisch, Italienisch und Englisch) gehalten. Das Titellied Negresco singt Hardy Hepp. Die Ausstattung stammt von Monika Kriger, die Kostüme von Trude Heinkel. Joachim von Vietinghoff gab hier sein Filmdebüt als Aufnahmeleiter.

## Kritiken
Kino.de nannte den Film ein „Schillerndes Zeitporträt der 60er-Jahre mit den Elementen Sex, Crime, Jetset“ und befand weiters: „Der nach seinem Erstlingswerk „48 Stunden bis Acapulco“ zweite Spielfilm Klaus Lemkes ist in vielerlei Hinsicht ein typisches Produkt der 60er-Jahre. Unter Verzicht auf eine stringente Handlung stehen zwischenmenschliche Kälte, Indifferenz und Amoralität einer (Alp-)Traumwelt im Mittelpunkt.“

„Epigonales Spiel mit den Oberflächenreizen eines ritualisierten Unterhaltungskinos. Die Bemühungen von Jungfilmer Klaus Lemke erschöpfen sich – wie die seines Helden – im Zitieren von Kinoklischees, deren Abstand zum Original stets augenfällig ist.“

„Der in einen kühl stilisierten Unterhaltungsfilm eingebettete Versuch, die Klischeevorstellungen vom schönen ordnungsfreien Leben mit den Mitteln imitierter Traumfabrik zu entlarven. Nur partienweise gelungen und von zeitkritischer Bildhaftigkeit.“

„Lemkes zweiter Spielfilm ist routiniert und aufwendig gemacht und tendiert zum Konsumfilm. Die bewußt triviale Story ist arm an Spannung und reich an Klischees.“

Auf filmtipps.at heißt es: „NEGRESCO ist also der Traum vom großen Leben, der aber genauso scheitert wie Lemkes Zielsetzung, Kritik am Establishment zu üben. Denn natürlich verfällt der Film seinen eigenen Verlockungen. NEGRESCO ist mehr Schein als Sein, zelebriert die Statussymbole, deren Verlogenheit er zu kritisieren vorgibt. Damit verbleibt er an der Oberfläche, und für jemanden, der wie Lemke in einer WG mit Andreas Baader lebte, ist das Ergebnis natürlich misslungen. Andererseits überzeugt der Film gerade durch das, was man ihm vorwerfen könnte.“ Fazit: „Psychedelische, poppige und überzeichnete Establishment-Farce, die mit ihrer charmanten Oberflächenpolitur zum entspannten Räkeln auf dem weißen Sofa oder einer Lounge einlädt, während man über die Schlechtigkeit der Welt redet.“